# III. Henrik szász herceg
III. (Oroszlán) Henrik (Ravensburg vagy környéke, 1129. – Braunschweig, 1195. augusztus 6.), Szászország Welf-házból származó hercege 1142–1180 között, illetve 1156–1180 között bajor herceg. A 12. század egyik leghatalmasabb királyi hercege volt, aki ismételt konfliktusokba keveredett az akkor uralkodó Stauf-házzal.

## Élete

### Családi kapcsolatai
Henrik apja Büszke Henrik volt, aki 1126 és 1138 között X. Henrik néven bajor hercegként uralkodott, illetve 1137-től egészen alig 32 éves korában bekövetkezett haláláig (1139) Szászország hercege és Toszkána őrgrófja is volt. Anyja, Supplingenburgi Gertrúd III. Lothár német-római császár lánya volt.
Oroszlán Henrik 1147-ben nőül vette Zähringeni Klementiát, elnyerve ezzel a badeni területeket és Badenweiler várát. Lányuk, Gertrúd később VI. Knut dán király felesége lett. 1162-ben Henrik elvált Klementiától, feltehetőleg kuzinja, Rőtszakállú Frigyes (Barbarossa) nyomására, aki Badenweilerért cserébe felajánlotta a Harz-hegységbeli Herzberg és Scharzfeld várakat valamint Pöhlde palotáját. Henrik elfogadta az ajánlatot, hogy biztosítani tudja szászországi ősi birtokait I. Albert brandenburgi őrgróf és fiai ellenében.
1168. február 1-jén Henrik újból megnősült, ezúttal a tizenkét éves Angliai Matild hercegnőt, II. Henrik angol király és Aquitániai Eleonóra lányát, Oroszlánszívű Richárd testvérét vette el, megalapozva ezáltal a szoros kapcsolatot a Welf-ház és az angol korona között.

### Összeütközései III. Konráddal

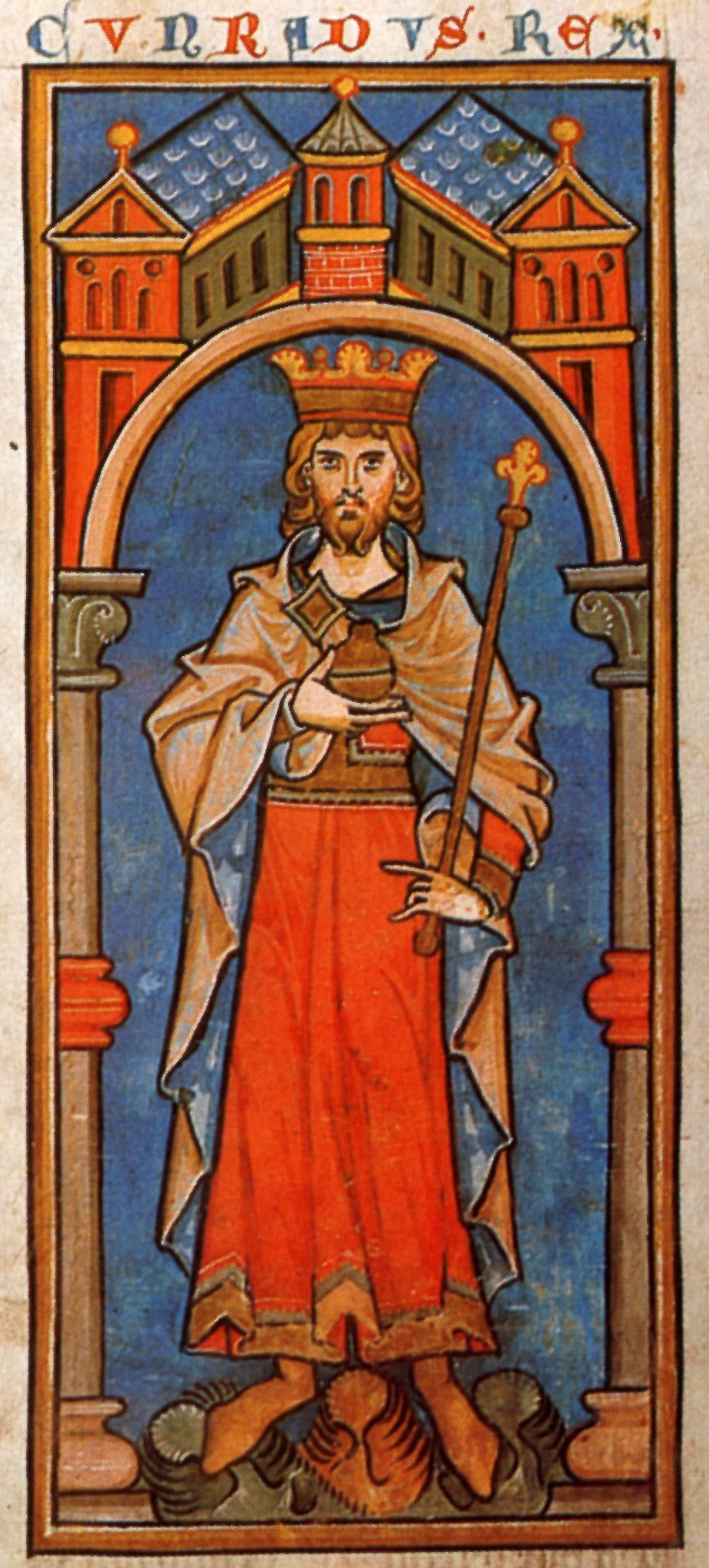
III. Konrád a Chronica Regia Coloniensis-ben, 13. század

A Stauf- és a Welf-házak közötti konfliktus során 1139-ben III. Konrád német-római császár megtagadta Henrik apjától a bajor és szász hercegi címet. Ezzel azonban még nem győzte le a Welfeket. Büszke Henrik Szászországban harcolt az Askaniak ellen, testvére pedig, VI. Welf Bajorországban a Babenbergek ellen. Büszke Henrik 1139 októberében bekövetkezett halála után Northeimi Richenza, III. Lothár német-római császár özvegye vette át Szászországban a Welf-párt vezetését és ő lett a gyámja unokaöccsének, Oroszlán Henriknek. Richenza 1141 júniusában halt meg. Úgy tűnik, hogy ebben az időpontban III. Konrád már belátta, hogy a hercegi méltóság megvonásával nem tudja legyőzni a Welfeket, és áttért a kiegyezés politikájára. Ennek keretében 1142-ben Oroszlán Henrik visszakapta Medve Alberttől az apjától elvett szász hercegséget. A kiegyezés másik pillére Henrik anyjának, Gertrudnak a házasságkötése volt 1143-ban II. (Jasomirgott) Henrikkel, aki Bajorországot megkapta hűbérbirtokul.
Oroszlán Henrik erőteljes terjeszkedési politikát folytatott keleten és az egykori vend és más szláv területeket beolvasztott a Szász Hercegségbe. 1147-ben arra kényszerítette Elő-Pomeránia hercegeit, hogy elismerjék hűbéruruknak. Ugyanebben az évben megakadályozta Konrádnak azt a kísérletét, hogy a Kemnade és Fischbeck apácakolostorokat alárendelje a Corvey királyi apátságnak és ezzel erősítse a királyi befolyást Szászországban.
Henrik nem mondott le bajorországi igényéről sem. A második keresztes hadjáratra készülve III. Konrád 1147 márciusában a fiát, Berengár Henriket meg akarta választatni utódjának a frankfurti birodalmi gyűlésen. A gyűlésen Oroszlán Henrik keresetet indított és kérte Bajorország visszaszolgáltatását. Mivel ez a kereset elhalasztotta Henrik megválasztását és közeledett a keresztes hadba indulás időpontja, ezzel Oroszlán Henrik nyomást gyakorolt Konrádra. Végül Henrik megelégedett a király ígéretével, hogy a keresztes hadjárat végeztével újratárgyalják Bajorország ügyét. Mindenesetre ez a függőben levő kereset ettől kezdve beárnyékolta Konrád hatalmi törekvéseit, ezen felül pedig Henrik vonakodott részt venni a Szentföldre indítandó keresztes hadjáratban, ehelyett egy párhuzamos keresztes hadjáratot indított az Elba és Odera menti szlávok ellen. Ebben az időben vette Henrik feleségül Zähringeni Klementiát, ezzel maga mellé állítván a befolyásos Zähringer-házat.
VI. Welf III. Konrád elleni sikertelen felkelése alatt és után Oroszlán Henrik fokozatosan kiterjesztette befolyását Bajorországra is. 1151 őszén Konrád rajtaütése Henrik braunschweigi székhelyén kudarcba fulladt.

### Kiegyezés Rőtszakállú Frigyessel

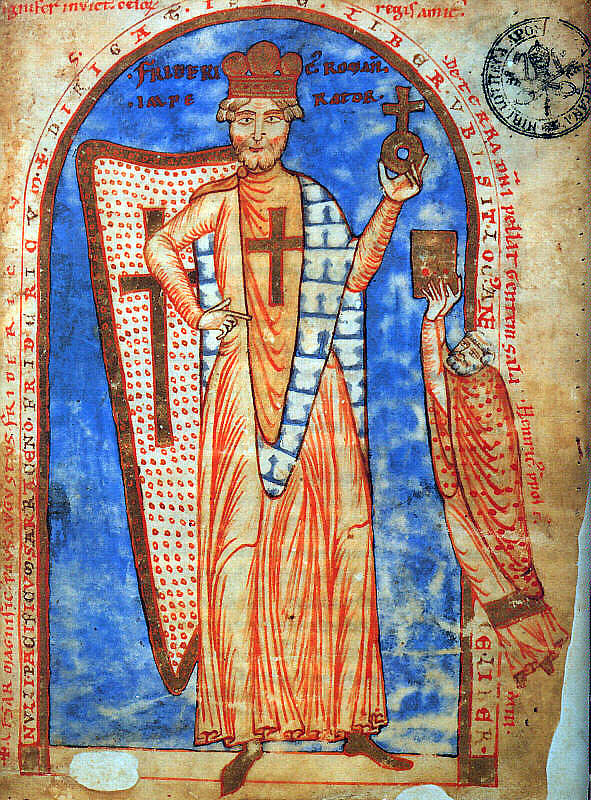
I. Frigyes német-római császár

I. Frigyes német-római császár (Rőtszakállú Frigyes) már az 1152-es választás során odaígérte Bajorországot Henriknek. Ennek ellenére késlekedett ennek a kérdésnek a végleges tisztázásával, többek között azért is, mert Henriknek meg kellett küzdenie szászországbeli gondjaival is. Az 1152-ben Merseburgban tartott birodalmi gyűlésen tárgyalták az Oroszlán Henrik és Hartwig brémai püspök közötti vitát. Ennek a tárgya a Stade grófság tulajdonjoga illetve a püspöknek azon igénye volt, hogy metropolitaként missziós munkát végezzen a vend keresztes hadjárat során feltárt területeken az Elba és a Peene között. Ezt Henrik nem akarta elfogadni, mivel a saját felségterületén történő beavatkozásoknak tekintette, és magának akarta fenntartani azt a jogot, hogy a terület újonnan alapítandó püspökségeiben a püspököket kinevezze. Ezt a jogot Frigyes csak az 1154-es goslari birodalmi gyűlésen adta meg Henriknek, és ekkor ítélte oda neki a bajor hercegi címet is, amit Henrik azonnal viselni kezdett, noha magát a területet csak 1156-ban szerezte meg. Közben Frigyes leválasztotta Ausztriát Bajorországról és átengedte a Babenberg-családnak, ami korlátozta Henrik területi terjeszkedését. Ugyanezt a fékező funkciót látta el az is, hogy Frigyes több délnémet püspöki székbe a Stauf-házhoz hű püspököket ültetett be. Mindennek ellenére Bajorország megszerzésével Oroszlán Henrik a birodalom leghatalmasabb hercegei közé tartozott.

Henrik Bajorország megszerzése után is keletre és északra összpontosította hatalmi törekvéseit. A dán trónöröklés miatt kibontakozott konfliktusba már korábban is beavatkozott. Noha a Balti-tenger térségében csak őrgróf volt, és hivatalosan a király nevében járt el, de facto azonban saját hatalmi igényei céljára használta az egyházmegye alapítási jogot, amelyhez városalapítási jog is kapcsolódott. 1154-ben Oroszlán Henrik megalapította a ratzeburgi egyházmegyét, 1160-ban pedig a schwerini egyházmegyét. Miután az a terve, hogy Lübeck ellenében Löwenstadt néven várost alapítson, kudarcot vallott, 1158-ban az uralma alá hajtott Lübeckbe helyezte át az oldenburgi egyházmegyét, és alapítványt tett a lübecki dómra. Lübeck birtoklásával a baltikumi kereskedelem fontos csomópontját tartotta ellenőrzése alatt, ezért megszerzése érdekében feladta az addig jelentős kereskedőváros Bardowickot. Ezen túlmenően Henrik 1158-ban megalapította Münchent és 1159-ben Landsberg am Lech-et. Ezekkel a gazdasági jellegű lépésekkel válaszolt Rőtszakállú Frigyes tényleges területi terjeszkedésére a déli országrészben. 1160-ban Henrik elfoglalta Mecklenburgot, az 1164-es vercheni csata után pedig Hátsó-Pomeránia hűbérura lett.
1154 és 1156 között a birodalomban eltolódtak az erővonalak. Ebben a szakaszban Henrik már nem a Stauf-házi császárok ellenfeleként lépett fel, ami abban is megnyilvánult, hogy 1162-ben elvált Klementiától, akinek a családja, a Zähringerek Frigyes ellen fordultak a burgundiai konfliktusok miatt. 1165-ben Rainald von Dassel közvetítésével kettős eljegyzésre került sor II. Henrik angol király két lánya és Oroszlán Henrik, illetve Rőtszakállú Frigyes legidősebb fia között. Ezzel Henrik része lett a Staufok házassági politikájának. 1168-ban a mindeni dómban vette feleségül Matildot, miközben a másik házasság meghiúsult a menyasszony 1170-ben bekövetkezett halála miatt.

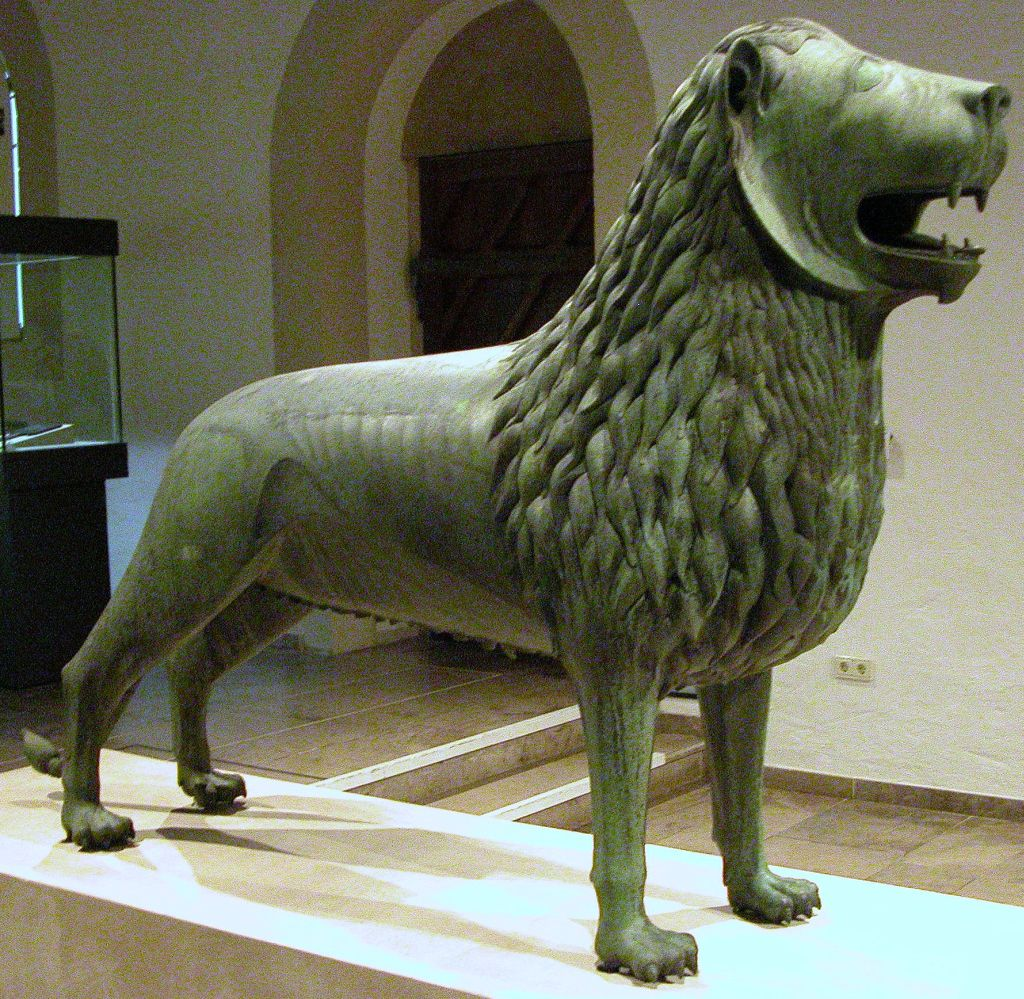
A braunschweigi oroszlán a Dankwarderode vár udvarán

Henrik hatalmát hivatott kifejezni az 1166-ban székhellyé kiépített Braunschweig, benne a braunschweigi oroszlánnal és Dankwarderode várával. Nagy hatással volt korának irodalmára is, példa rá az Oroszlán Henrik Evangéliuma, A német Lucidarius és Eilhart von Oberg.
Henrik újból és újból összetűzésbe került az Askani-házzal. I. Frigyes császár próbálta elkerülni a konfliktusokat a birodalom leghatalmasabb hercegeivel, ezért ilyen esetekben Henriknek kedvezett. Különösen jelentős volt az az eset, amely 1170-ben Medve Albert halálát követte: Henrik összevitatkozott Albert fiaival az örökség részét képező Plötzkau felett. Frigyes beavatkozott a vitába Henrik javára, ami viszont 1171-ben a császár és az Askani-ház konfliktusához vezetett, melynek során odáig jutottak, hogy az Askani-ház nem támogatta Frigyest a lengyelországi hadjáratában. A császár azzal fenyegetőzött, hogy hadjáratot indít az Askaniak ellen, de erre nem került sor. Ez 1173-ban történt a goslari birodalmi gyűlésen, röviddel a befejezése előtt. A dolog következménye az lett, hogy még abban az évben harcok kezdődtek a császárhű hercegek és az Askaniak ellen, jelentős károkat okozva ezzel Türingiában.
Ezalatt Henrik 1172-ben zarándokútra indult a Szentföldre. A legenda szerint erről az utazásról egy oroszlánt hozott haza, amelyet a bizánci császártól kapott ajándékba. 1173-ban kezdte el a braunschweigi dóm építtetését. Ezeket a vállalkozásokat, valamint a skandináv országokkal folytatott önálló külpolitikáját és az I. Manuél bizánci császártól érkezett házassági javaslatot a történészek úgy értékelik, hogy Henrik a többi birodalmi herceg felett állónak tekintette önmagát és arra törekedett, hogy birtokainak különleges státust biztosítson a birodalmon belül, némileg hasonlót a Cseh Királyságéhoz.
Henrik megpróbálta tovább növelni területét az 1175 vagy 1176-ban nagybátyjával, VI. Welffel kötött örökösödési szerződés által.

### Bukása

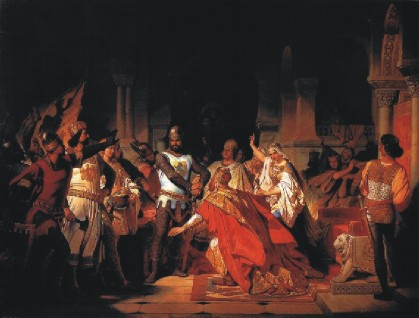
Rőtszakállú Frigyes és Oroszlán Henrik Chiavennában (1176), Philipp Foltz (1805-1877) festménye

Henrik hatalmi igényei és I. Frigyes következetes terjeszkedési politikája Dél-Németországban újra fellobbantották a Stauf-Welf viszályt. Ennek a szembenállásnak az első jele az volt, hogy az 1176-os ötödik itáliai hadjárat során, a chiavennai tárgyalásokon Henrik vonakodott megfelelő ellenszolgáltatások nélkül katonai támogatást nyújtani. Henrik az ezüstbányászatból meggazdagodott Goslar városát kérte, ami Frigyes számára elfogadhatatlan volt. Ezenfelül Henrik erőit lefoglalta az Askaniak elleni harc. Frigyes vereséget szenvedett a leganói csatában, ezzel az egész hadjárata kudarca fulladt és egy számára kevéssé előnyös békét kellett kötnie III. Sándor pápával és a városokkal. Ez az eljárás tovább rontotta I. Frigyes és Oroszlán Henrik viszonyát.
1178 karácsonyán Frigyes megvásárolta VI. Welftől az Alpoktól északra fekvő birtokait és bérbe adta neki. Ez beavatkozást jelentett a VI. Welf és Oroszlán Henrik közötti örökösödési szerződésbe. Ezenkívül Rőtszakállú megvonta Henriktől a támogatást, amikor ez utóbbi konfliktusba került területének nemeseivel. Ebben az időpontban Henrik elsősorban a brémai, és magdeburgi érsekkel, a halberstadti püspökkel és Medve Albert szász herceg fiaival állt konfliktusban. A környékbeli hercegek összefogtak Henrik ellen, melynek eredményeképpen Henriknek engedményeket kellett tennie a Wichmann magdeburgi érsek által közvetített békekötésben. Henrik mindazonáltal nem tartotta be ezeket a megállapodásokat, így újólag harcokra került sor.
Frigyes végül jogi úton lépett fel Oroszlán Henrik ellen. Mindenesetre az 1179 januárjában tartott wormsi gyűlésben, majd Magdeburgban nem személyesen emelt szót Henrik ellen, hanem hagyta, hogy a herceg ellenfelei tegyenek panaszt jogsértésért, amire Henrik ellenpanaszt nyújtott be a kölni érsek csapatai ellen. Henrik nem jelent meg a tárgyalásokon, ahol egyébként nem született döntés, mint ahogy sikertelenül végződött Henrik és a császár találkozása is, mivel Henrik hajthatatlan maradt követeléseiben. Henrik nem jelent meg a kaynai birodalmi gyűlésben sem, ahol ezúttal a hercegek ellenségeskedtek vele szemben.
Oroszlán Henrik ellenfelei Horneburgból és Halberstadtból betörtek Henrik területére, válaszul a herceg szövetségesei megtámadták a várost és annyira lerombolták, hogy maga a herceg is szót emelt ellene. Ezek után megtámadták Haldenslebent, ami Henriknek egyik fő bázisa volt, de a hadjárat eredménytelenül végződött többek között a hercegek viszálykodása miatt. Henrik ellentámadása elsősorban Wichmann érsek területeit sújtotta.
Ezen a ponton I. Frigyes is beavatkozott a konfliktusba. 1180 januárjában a würzburgi birodalmi gyűlés távollétében bűnösnek nyilvánította Henriket abban, hogy eltulajdonította az egyház javait és felségsértést követett el. Kimondták rá a birodalmi átkot, ami azt jelentette, hogy elvesztette birtokait és minden vagyonát, jogilag halottnak számított és bárki kirabolhatta vagy megölhette őt jogi következmények nélkül. Azonban időt engedtek neki, hogy kegyelemért folyamodjon a császárhoz. A következő birodalmi gyűlésen, Gelnhausenben, Henrik ismét elmaradt, és ekkor elkobozták összes javait. 1180-ban, még a birodalmi átok hatályba lépése előtt a szász hercegség egy része a kölni érseké lett. A javak szokatlanul gyors kiosztását a történészek a szász nemesség azon törekvéseinek tulajdonítják, hogy gyorsan megszabaduljanak hercegüktől. Bajorországot ugyanezen év szeptemberében, az ítélet hatályba lépése után osztották ki.
Henrik területeit a következőképpen osztották fel: A Bajor Hercegségből leválasztották Stájerországot és az isztriai őrgrófságot. A maradékot a Wittelsbachok kapták, név szerint Wittelsbach Ottó. A hatalmas méretű Szász Hercegséget még alaposabban felszabdalták. Vesztfália és Engern Vesztfáliai Hercegség néven a kölni érsekséghez kerültek. Szászország keleti része az Askani-családbeli Bernhardé lett. A két rész között a Weser volt a határ. III. Lajos türingiai tartománygróf kapta a szász palotagrófságot, de 1181-ben lemondott testvére, I. Hermann javára. A többi birtokot visszaadták az eredeti tulajdonosnak vagy szétosztották. Ezzel a felosztással a császár Oroszlán Henrik jövőbeli hatalmi lehetőségeit akarta korlátozni, ugyanakkor itt kezdődött az a folyamat, amely a kis, elzárkózott hercegségek kialakulásához vezetett. A történészek szerint itt húzódik a választóvonal, amely az úgynevezett birodalmi hercegségek végét jelenti.
Henrik nem akarta alávetni magát az ítéletnek, ezért 1180-ban háborút indítottak ellene. Ugyanebben az évben elfoglalták a Braunschweigtől 20 kilométerre fekvő jól erődített Lichtenberg várat. 1181 augusztusában Lübeck megadta magát a birodalmi hadseregnek és birodalmi várossá lett, Braunschweiget szintén elfoglalták. Szászország nagy részét feldúlták. A Welf-párti szász nemesség nagy része átállt a császár oldalára. Lübeckben Frigyes hűbérúrrá tette I. Bogiszláv pomerániai herceget, aki eddig Henrik alattvalója volt. 1181 novemberében az erfurti birodalmi gyűlésen Henrik behódolt a császárnak. Csak ekkor kapta meg szászországi Bernhard a terület mellé a szász hercegi címet. Ezt a tényt és a Henrik pere során bekövetkezett többi összetűzést a történészek úgy értékelik, hogy a császár és a nemesek között is feszültté vált a viszony. A császár ugyan királyi hűbérbirtokként magához vonhatta volna Szászországot, de nem akarta megkockáztatni az északnémet hercegek ellenállását. A hercegek viszonylag enyhe, három évre korlátozott ítéletet szabtak ki Henrikre és meghagyták a jogát a braunschweigi szűken vett háztartás birtoklására, Engern és Osztfália egy részét, ami lehetővé tette Oroszlán Henrik belátható időn belüli visszatérését, de megnehezítette régi hatalmi pozíciójának visszaszerzését. Frigyes inkább egy határozatlan idejű kiközösítést részesített volna előnyben, a javak teljes elkobzása mellett. Mindenesetre ezzel Henrik jogot formálhatott volna a megkegyelmezésre és az összes terület visszaszolgáltatására, amivel megújította volna hűbéri kötelezettségét a császárral szemben. A végül kimondott határozott idejű átokkal Henrik birtokainak újrafelosztását utána már rögzült jogi helyzetnek lehetett tekinteni. Ebből az ítéletből elsősorban az Askani-család és Philipp von Heinsberg kölni érsek profitáltak.

### Száműzetése és visszatérése

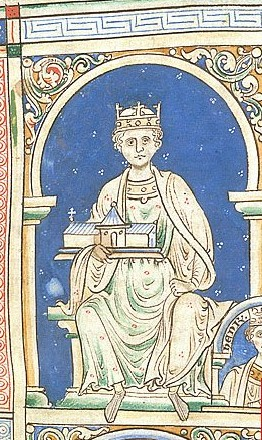
II. Henrik angol király

1182-ben a császár végül kimondta a száműzetést. Henrik apósához, II. Henrik angol királyhoz vonult el. Legkésőbb 1184-ben azonban megkezdődtek a tárgyalások Oroszlán Henrik visszatéréséről. A háttérben az állt, hogy a császár támogatást keresett az V. Balduin hainaut-i gróffal a francia király ellen kötött szövetségéhez. A szövetség végül zátonyra futott röviddel a császárfi VI. Henrik tervezett franciaországi hadjárata előtt, mindazonáltal Oroszlán Henrik 1185-ben visszatért lüneburgi és braunschweigi birtokaira. Az 1188-as mainzi gyűlésen Henrik vonakodott részt venni a harmadik keresztes hadjáratban, és kötelezte magát, hogy ismét száműzetésbe vonul. A keresztesek útrakelése és felesége halála után Henrik 1189-ben idő előtt visszatért a száműzetésből és igényt tartott a régi területeire. A kölni és mainzi érsekek vállalkoztak a közvetítésre. Henrik végül megkapta Lübeck jövedelmének a felét, cserében azonban le kellett rombolnia Braunschweig és Lübeck erődítéseit és fiait VI. Henrik kíséretében Itáliába kellett küldenie. Rőtszakállú Frigyes halála (1190) után a Welfek ismét ellenzékbe vonultak, de ennek már Henrik fiai voltak a meghatározó vezetői, akik többek között megerősítették az akkor gazdagnak számító Bardowick városát. 1194-ben Oroszlán Henrik kibékült VI. Henrikkel, majd ismét elfoglalta braunschweigi birtokát és ott is halt meg 1195. augusztus 6-án.

### Gyermekei

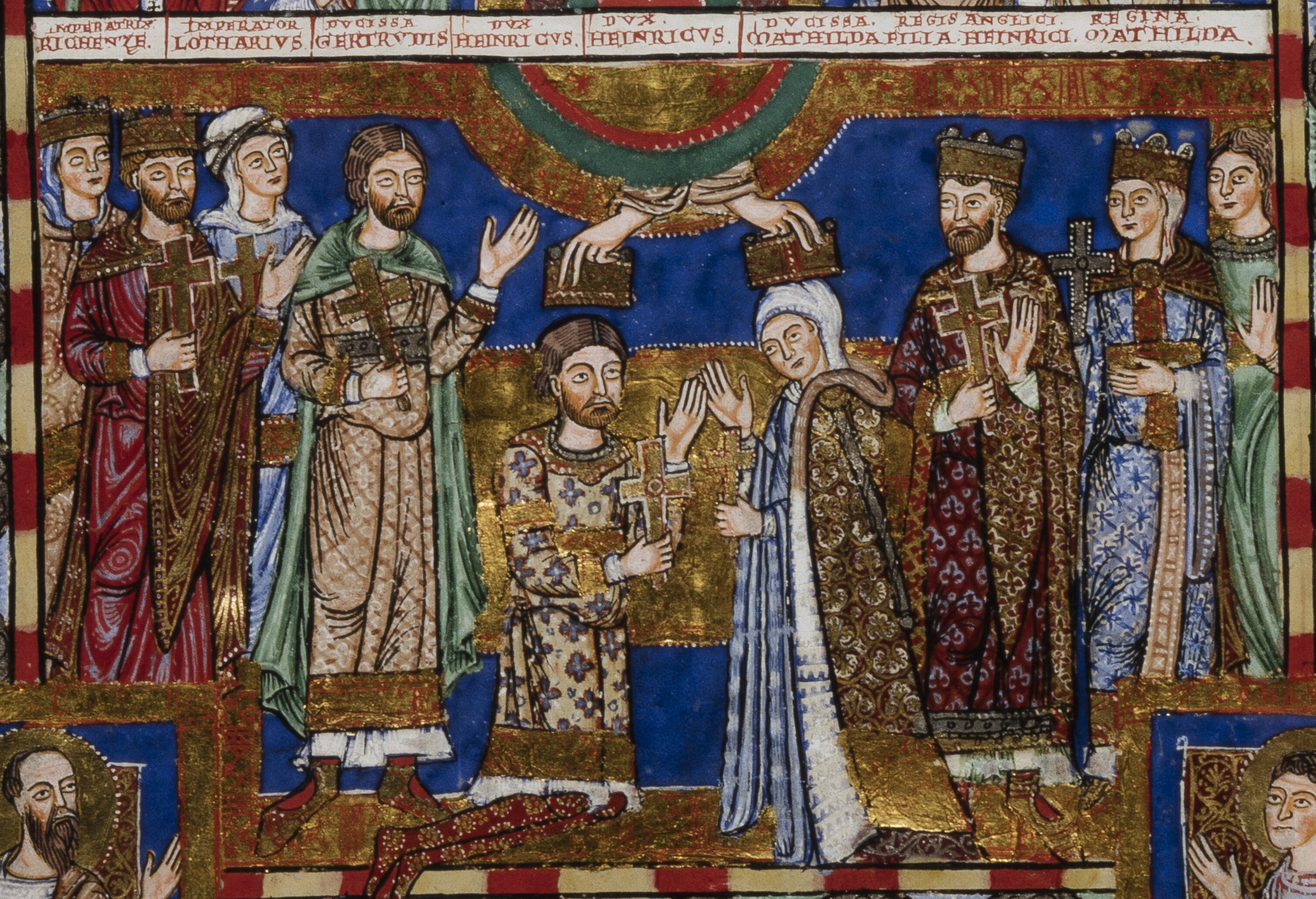
Oroszlán Henrik és Matild házasságkötése vagy koronázása

Henrik 1147-ben vette feleségül Zähringeni Klemenciát, I. Zähringeni Konrád és Clementia von Luxemburg-Namur leányát. Házasságukból, 1162-es válásukig a következő gyermekek születtek:
- Gertrúd (1150 után – 1196)
- Henrik (korán meghalt)
- Richenza (korán meghalt)

1168-ban Henrik feleségül vette Matild angol hercegnőt, II. Henrik angol király és Aquitániai Eleonóra leányát. Gyermekeik:
- Richenza/Mathilde (1172–1208/1209)
- V. Henrik rajnai palotagróf (kb. 1173/1174 – 1227)
- Lothár (1174/1175–1190)
- IV. Ottó német-római császár (1175/1176–1218)
- Vilmos lüneburgi herceg (1184–1212/1213)

Gottfried von Blieskastel gróf név szerint nem ismert leányával kötött morganatikus frigyéből még egy leány született:
- Matild (1155/1156–1219 előtt)

## Emlékezete

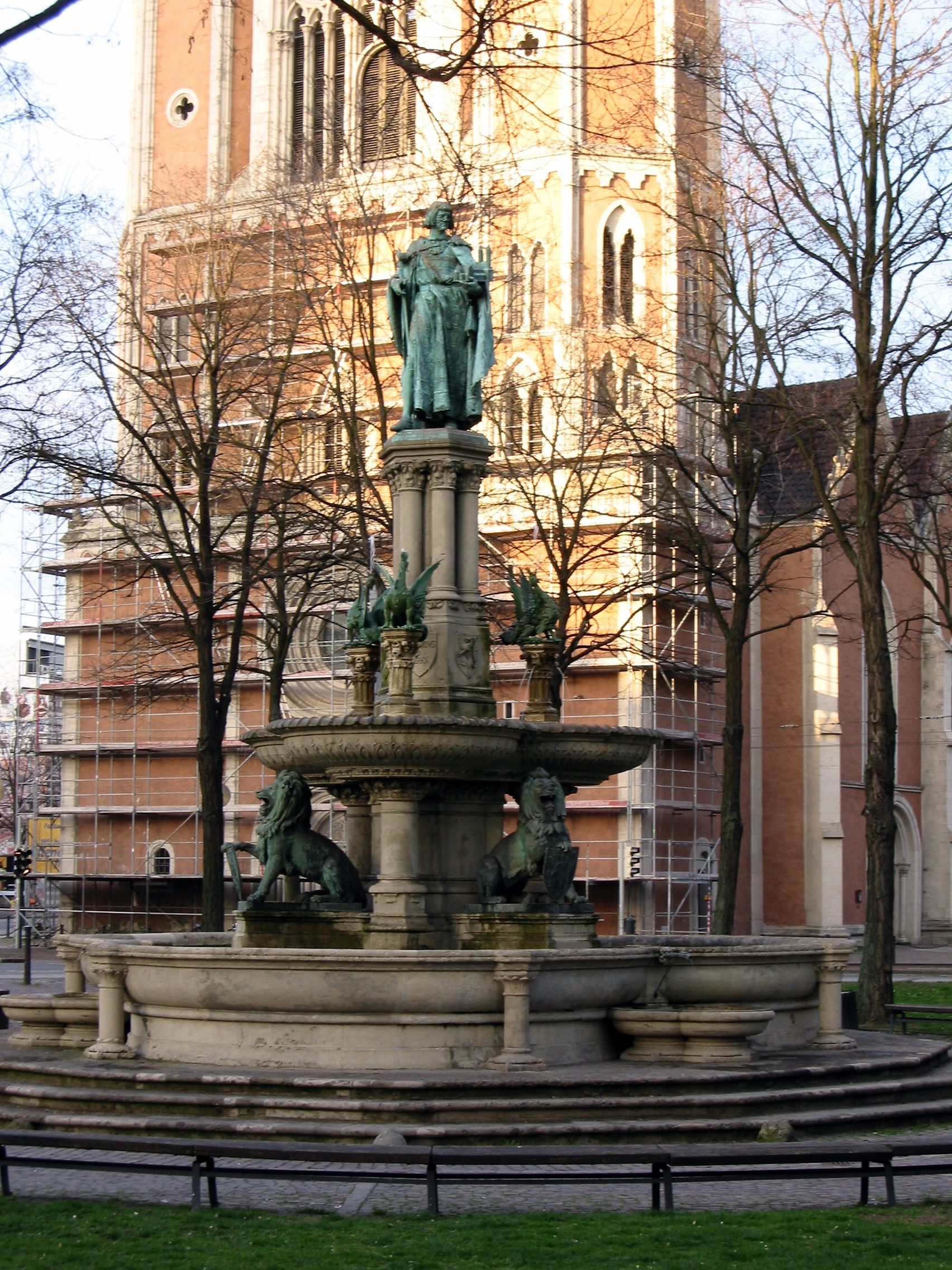
A braunschweigi Oroszlán Henrik-szökőkút

Oroszlán Henrik sírja a braunschweigi dómban található, második felesége, Matilda sírjával együtt. Lübecki Arnold krónikás szerint:
„Circa ipsos dies mortuus est famosus ille dux Heinricus in Bruneswich et … nihil est consecutus nisi memorabilem satis sepulturam una cum conjuge sua domina Mechthilde in ecclesia beati Blasii episcopi et martyris.”
(Ugyanakkor halt meg Braunschweigben a híres Henrik herceg. Összes fáradozásával a nap alatt mit sem ért el, csak egy kellően látványos sírhely jutott neki hitvesével, Matilddal együtt Szent Balázs püspök és vértanú templomában.)
Henrik és Matild sírhelyét a nemzetiszocialisták 1935-ben politikai megfontolásból felnyitották.

### Krónikásai
- Helmold von Bosau
- Lübecki Arnold folytatta Helmold Chronica Slavorum című művét
- Gerhard von Steterburg, Steterburg apátja, az Annales Stederburgenses írója

### Szobrok és emlékművek
- Braunschweigi oroszlán
- Oroszlánszobor a lübecki dóm előtt
- Oroszlán Henrik-szökőkút Braunschweigben, a herceg bronzszobrával (1873)

## Fordítás
- Ez a szócikk részben vagy egészben  a   Heinrich der Löwe című német Wikipédia-szócikk ezen változatának fordításán alapul.  Az eredeti cikk szerkesztőit annak laptörténete sorolja fel. Ez a jelzés csupán a megfogalmazás eredetét és a szerzői jogokat jelzi, nem szolgál a cikkben szereplő információk forrásmegjelöléseként.

## Külső hivatkozások
- Nagy képes világtörténet, Budapest, Arcanum, 1998, ISBN 963-85923-0-3 V. kötet: A hűbériség és a keresztes hadjáratok kora, III. rész: A pápaság és a császárság küzdelme, XVII. fejezet: Welfek és Staufok
- Maik Hager, Heinrich der Löwe. Eine Kurzbiographie (www.geschichte-erforschen.de). Német nyelvű életrajz
- A Welfek családfája

| Előző uralkodó: I. Albert | Szászország hercege 1142 – 1180 | Következő uralkodó: III. Bernárd |

| Előző uralkodó: XI. Henrik | Bajorország hercege 1156 – 1180 | Következő uralkodó: I. Ottó |